# Joseph von Obenaus
El barón Joseph von Obenaus (Tirne, 7 de marzo de 1779-11 de enero de 1841) fue un historiador, jurista y académico húngaro, conocido por haber sido profesor de distintos miembros de la familia imperial austríaca a principios del siglo XIX.

## Biografía
Desde los cinco años fue educado en Viena, donde estudiaría alemán, latín, filosofía y derecho. Llegó a obtener el grado de doctor en derecho y política. En 1807 fue nombrado profesor de ciencias políticas en la Universidad de Viena.
Además de su faceta como académico, destacó su faceta como educador. Esta ocupación la inició haciéndose cargo de la educación de distintos jóvenes de la alta nobleza como preceptor. Entre estos alumnos destacan:
- Hacia 1802, el conde Egon von Wrbna (1766-1841);
- Entre 1804 y 1805, el conde Franz von Taaffe (1788-1849);
- Entre 1805 y 1806, los estudios de derecho privado austríaco del conde Karl Pachta (1758 - 1846); y
- En 1806, la educación del conde Ludwig von Taaffe (1791-1855).

Siguiendo esta faceta de su carrera se le encargó de dar lecciones a distintos miembros de la familia imperial:
1. Desde finales de 1807 llegó a ser nombrado preceptor del archiduque Francisco Carlos, hijo segundo del emperador Francisco I de Austria. A este último príncipe le enseñaría diversas materias: gramática alemana, geografía, historia universal y de Austria hasta 1815, filosofía, derecho, política y estadística. Finalizaría estas tareas en septiembre de 1824.
2. También desde 1807 se encargó de enseñar geografía y estadística a las archiduquesas Leopoldina, Clementina y Carolina, hijas también de Francisco I de Austria. Dejaría esta función en 1819.
3. En el caso del príncipe heredero Fernando, después Fernando I de Austria, se le encargaría enseñarle además de geografía y estadística, historia universal y austríaca hasta 1815.

Por último, en diciembre de 1824, Francisco I de Austria le nombró preceptor de su nieto Francisco, duque de Reichstadt, hijo de María Luisa de Austria y Napoleón Bonaparte. Sucedió en el cargo al poeta y académico Matthäus Casimir von Collin, muerto en noviembre de 1824. Desarrolló esta tarea bajo las órdenes del ayo del príncipe, Moritz von Dietrichstein y junto al capitán Johann Baptist von Foresti, también preceptor. Se encargaría de enseñarle humanidades, filología latina, historia universal y de Austria hasta 1830, filosofía, derecho, estadística. Los exámenes al duque de Reichstadt se realizaban delante de diversos miembros de la familia imperial.
Cesó en estas tareas en junio de 1831, cuando la educación del duque de Reichstadt se consideró como acabada y este pasó a seguir la carrera militar.
El 18 de enero de 1815 contrajo matrimonio con Elizabeth Riedl von Leuenstern (-7 de enero de 1826), hija de Michael Riedl von Leuenstern, consejero de regencia y capitán de los palacios (Schlosshauptmans) de Laxenburgo, Schönbrunn, Baden, Hetzendorf, etc.
Moriría en 1841.

## Títulos, órdenes y cargos

### Títulos
- Barón (1827)[Nota 1][1]

### Órdenes
- Caballero de la Real Orden de San Esteban de Hungría (1824)
- Sagrada Orden Militar Constantiniana de San Jorge (Ducado de Parma)
  - Comendador (1830)
  - Caballero (1826)

### Cargos
- Profesor de ciencias políticas de la Universidad de Viena.
- Consejero de regencia de la Baja Austria. (1818)
- Imperial y real consejero de regencia (Regierungsrath) (1824)[1]

### Individuales
1. 1 2 3  «Obenaus». Gothaisches genealogisches Taschenbuch der freiherrlichen Häuser (Gotha) 9: 548. 1859.
2. ↑  Castelot, 1960, p. 240.
3. ↑  Castelot, 1960, p. 238.